# Disney's Riverside Country
Disney's Riverside Country, también como Disney's River Country o River Country fue un parque acuático situado en Bay Lake, Florida. Formó parte, junto con Discovery Island, del complejo turístico Walt Disney World Resort, siendo los dos únicos parques en la historia de la compañía en cerrar de forma permanente. Estuvo en funcionamiento desde su inauguración el 20 de junio de 1976 (dos años después de que se fundara Discovery Island) hasta su cierre, entonces indefinido, el 2 de noviembre de 2001. El 20 de enero de 2005, The Walt Disney Company anunció que el parque permanecería cerrado permanentemente. 
En 2018, se anunció la construcción de un nuevo hotel, Reflections – A Disney Lakeside Lodge, el cual sería construido en el área que ocupó Disney's River Country, el cual se hubiese inaugurado en 2022.

## Historia
Ubicado en la costa de Bay Lake, Florida, el parque presentaba una temática natural y rústica, completado con rocas naturales y fabricadas. El parque apareció en un número musical de un episodio de Wonderful World of Disney. Este número incluía una canción titulada "River Country".

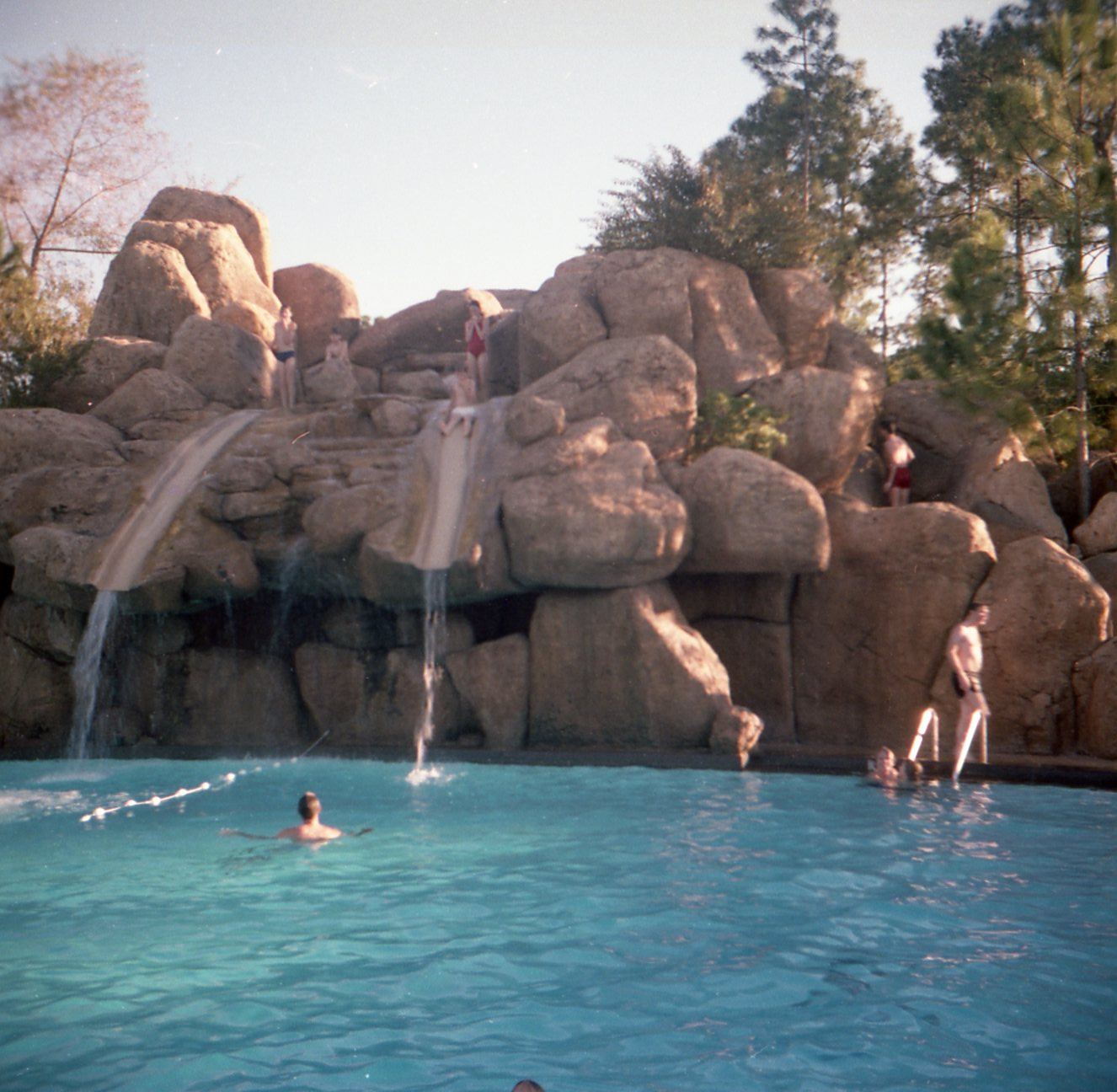
Toboganes Slippery Slide Falls en 1981.

Este parque presentaba un fondo arenoso y sistema de filtración de agua único, usando agua confluente del lago Bay, el cual fue represado, creando así una laguna artificial de aspecto natural. El nivel del agua del parque estaba a mayor altura que el del lago, para prevenir que el agua del lago sin filtrar, entrara en el parque.
Durante los años en activo del parque, se produjeron varias muertes en este. Una de estas muertes ocurrió por una ameba que se encontraba en el agua y que, supuestamente, atacó el sistema nervioso de un niño de 11 años que nadó en River Country, aunque este suceso no estuvo relacionado con el cierre del parque pues se produjo 19 años antes de que cerrase el parque. Otras dos muertes se produjeron por ahogamiento, una en 1982 y otra 1989 de dos chicos de 14 y 13 años respectivamente.

## Cierre
En 1989, Disney abrió un segundo parque acuático, Typhoon Lagoon, el cual tenía mayor espacio para aparcamiento, más toboganes, nuevos servicios para el visitante y era más grande. Más tarde, en 1995, Disney abrió un tercer parque acuático, Blizzard Beach, el cual era también más grande que River Country.

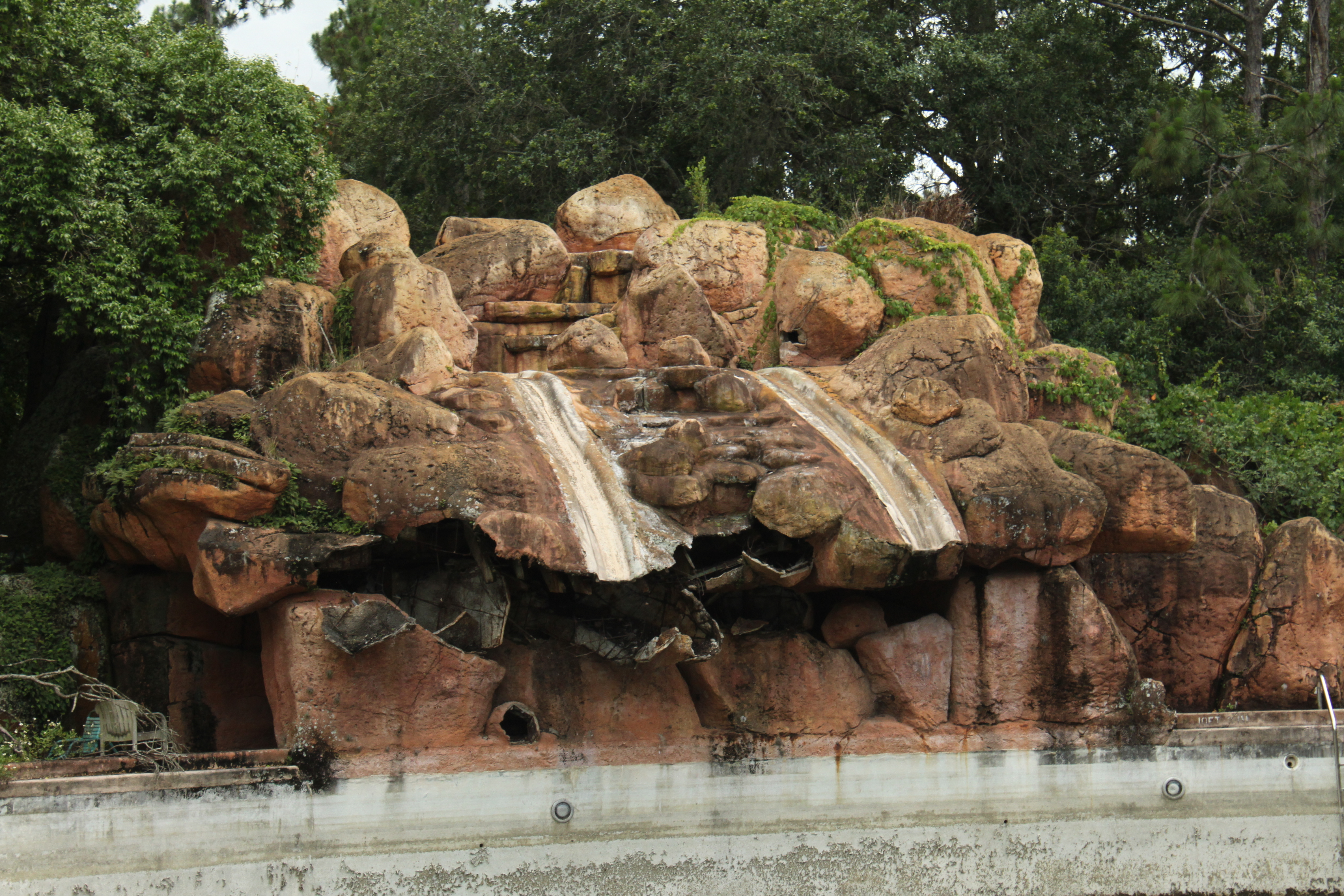
Los toboganes Slippery Slide Falls en estado de abandono en 2013.

El parque cerró el 2 de noviembre de 2001, con el final de la temporada del año y esperando abrir en la temporada de 2002. Los atentados del 11-S provocaron un descenso de visitantes generalizado en los parques Disney, un cambio de legislación de aguas en Florida que contemplaba la prohibición del uso de aguas naturales sin clorar para usos lúdicos, los parques más modernos abiertos por Disney y otros factores llevaron a que se cerrara de forma indefinida el parque y no se reabriera en 2002.
En 2005, Disney anunció oficialmente que River Country estaría cerrado permanentemente. Desde que cerrara en 2001 hasta su desmantelación actual, el parque ha permanecido abandonado y siendo consumido por la naturaleza. El parque fue vallado y se colocaron carteles indicando que River Country está cerrado ("Sorry River Country is Closed", en español: "Lo sentimos River Country está cerrado"). Desde entonces, el parque fue un lugar popular entre exploradores urbanos que trepaban la verja y accedían a las instalaciones del parque.
Actualmente se está construyendo en el emplazamiento donde se encontraba el parque el próximo hotel de Disney: Reflections – A Disney Lakeside Lodge, el cual estaba planeado abrir en el 2022.

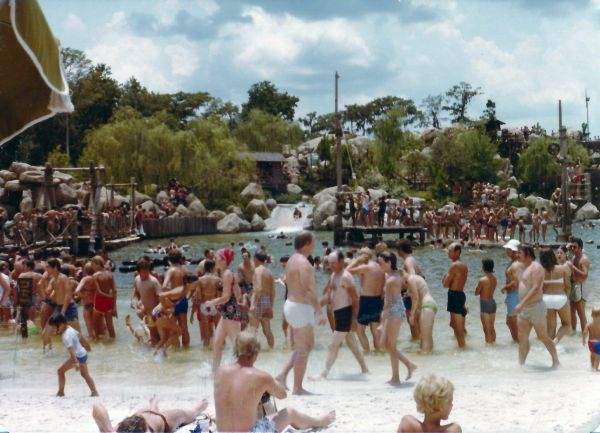
Gente en la playa de Bay Cove en 1977.

## Lista de atracciones
- Upstream Plunge, una piscina con agua clara.
- Slippery Slide Falls, dos toboganes de agua que desembocaban en Upstream Plunge.
- Kiddie Cove, una zona infantil con dos toboganes grandes y una cala.
- Barrel Bridge.
- White Water Rapids, un río entubado de 100 m de longitud.
- Bay Cove, un lago de fondo arenoso de 2000 m² con tirlolinas, cuerdas para trepar, etc.
- Whoop 'n' Holler Hollow, dos toboganes, de 79 m y 49 m respectivamente que desembocaban en Bay Cove.
- Bay Bridge.
- Indian Springs, un área infantil para jugar con fuentes. Esta área se diseñó principalmente para niños menores de 8 años.
- Cypress Point Nature Trail, un sendero a través de la arboleda y el lago Bay.
- Pony Rides.
- Mercury WaterMouse Rental.